# Davos (Band)
Davos (Eigenschreibweise dAVOS) ist eine österreichische Electro-Wave Band aus Wien, die 2004 gegründet wurde.

## Geschichte
Gegründet wurde die Band von dem Synthpop Produzenten Michael Ruin und Eric Nelson 2004 in Wien mit dem Ziel, Musik im Stil von New Order, Depeche Mode, Duran Duran und The Cure zu produzieren.  Bis zum Tod Michael Ruins im März 2024 waren die zwei die einzigen durchgehenden Mitglieder von Davos.
Der Name der Band bezieht sich auf den Roman „Der Zauberberg“ von Thomas Mann, der dazu von einem Besuch in einem Sanatorium im Schweizer Davos inspiriert worden war.
Nach Tourneen durch Europa (als Headliner bzw. Support von Diorama), dem Album I could sense a Tragedy (2013), der EP My Pleasure Garden (2014) und etlichen Singles wurde es ruhig um die Band, weil Sänger Eric Nelson seinen Lebensmittelpunkt von Wien nach Zürich in die Schweiz verlegte.
2020 schließlich stieß Clemens Haipl als Gitarrist, Produzent und Songwriter dazu, der davor mit Michael Ruin bei Sharon Next gespielt hatte.
Im Sommer 2022 nahm die Band  Demos im italienischen Grado auf und es wurden die Singles Dover (2022) und Heterochromia (2023) veröffentlicht, die sich beide in den Deutschen Alternative Charts platzieren konnten- sowie Konzerte in Deutschland und Österreich gespielt.
Die Produktion eines neuen Albums verzögerte sich durch die geografische Distanz zwischen Wien und Zürich, bzw. stand die Band vor dem endgültigen Aus, als Bandgründer Michael Ruin im März 2024 unerwartet verstarb. Die verbleibenden Mitglieder Nelson und Haipl beschlossen aber, im Gedenken an ihren Freund und Kollegen anstehende Gigs zu spielen und schrieben/produzierten 15 Songs, von denen ein Teil im März 2025 als Album ruin / grado auf Timezone Records veröffentlicht wurde.

## Diskografie
nur Alben
- 2007: Just Like Mine (Synthom Records)
- 2013: I Could Sense A Tragedy (timezone records)
- 2025: ruin / grado (timezone records)
- 2025: underneath the violet skies EP